# Оператор (профессия)
Оператор — группа профессий по управлению работой оборудования (установок) различного вида и назначения; по проведению и обеспечению фото- кино- и видеосъёмки, а также ряд воинских специальностей по управлению техническими средствами и оборудованием боевых или специальных машин, летательных аппаратов, стационарных объектов (наводчик-оператор, оператор системы связи,  штурман-оператор и т.д.).
В общероссийском классификаторе профессий (ОКПДТР) приводятся около 350-ти различных операторских профессий и 20-ти операторских должностей.
В Общероссийском классификаторе занятий (ОКЗ) операторские профессии и должности входят, в основном, в три так называемые «укрупнённые группы»: 3-я — «Специалисты средней квалификации»; 4-я — «Служащие, занятые подготовкой информации, оформлением документации, учётом и обслуживанием»; 8-я — «Операторы, аппаратчики, машинисты установок и машин и слесари-сборщики».

## 3-я укрупнённая группа
Профессии этой укрупненной группы требуют, как правило, среднего профессионального образования или среднего общего образования с последующим обучением на специальных курсах.
Операторы из этой группы выполняют работы по эксплуатации кино- видео- и фотооборудования. Также в группу входят операторы некоторых видов электронного оборудования.
Примеры операторских профессий из этой группы:
- Кинооператор
- Оператор видеозаписи
- Оператор наземных средств управления беспилотным летательным аппаратом

## 4-я укрупнённая группа
Для большинства профессий этой группы необходимая квалификация достигается путём индивидуального обучения на базе среднего общего образования. Для ряда профессиональных групп, включаемых в четвёртую укрупненную группу, требуется начальное (среднее) профессиональное образование.
Операторы из этой группы выполняют при помощи вычислительной техники обработку финансовых, статистических и других цифровых данных, осуществляют оперативный контроль над некоторыми производственными процессами и транспортными перевозками.
Примеры операторских профессий из этой группы:
- Оператор механизированного расчета в гостинице
- Оператор при дежурном по станции

## 8-я укрупнённая группа
Как правило, профессии этой группы требуют профессионального обучения на базе среднего общего образования. Иногда требуется среднее специальное образование.
Операторы из этой группы контролируют работу промышленных установок, управляют сборочными линиями и промышленными роботами.
Примеры операторских профессий из этой группы:
- Оператор автоматических и полуавтоматических линий станков и установок
- Оператор бутылоразгрузочного и бутылоукладочного автомата
- Оператор копировальных и множительных машин
- Оператор электронно-вычислительных и вычислительных машин (не путать с Администратор баз данных и Администратор вычислительной сети)
- Оператор реакторного отделения (на АЭС)